# Rathaus Chartrettes
Koordinaten: 48° 29′ 17,7″ N, 2° 42′ 2,2″ O

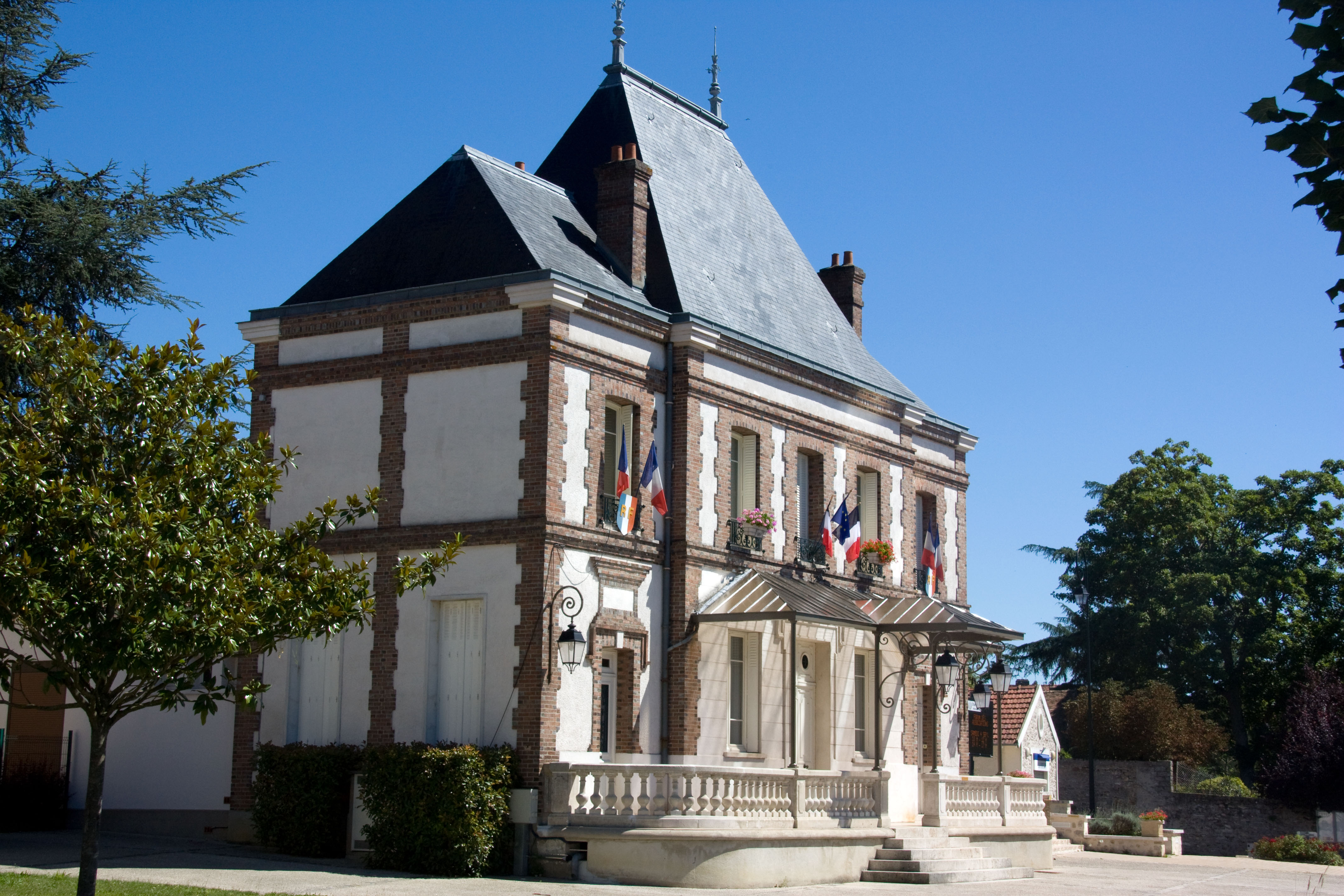
Rathaus in Chartrettes

Das Rathaus (frz. Mairie) in Chartrettes, einer französischen Gemeinde im Département Seine-et-Marne in der Region Île-de-France, wurde von 1911 bis 1913 errichtet. Das Rathaus in der Rue Georges Clemenceau diente ursprünglich als Schule. Das Gebäude wurde nach Plänen des Architekten Baustert errichtet.
Der zweigeschossige Bau aus verputztem Bruchstein und Ziegelstein für die Eckquaderung und Fensterrahmung war die erste Schule im Département mit Zentralheizung.